# Agapetes macrostemon
Agapetes macrostemon är en ljungväxtart som beskrevs av C. B. Cl. Agapetes macrostemon ingår i släktet Agapetes och familjen ljungväxter. Inga underarter finns listade i Catalogue of Life.